# Urçay
 Urçay  là một xã ở tỉnh Allier thuộc miền trung nước Pháp.